# Barakah yoqabil Barakah
Barakah yoqabil Barakah (conocida en español como Barakah conoce a Barakah) es una película dramática árabe de 2016 dirigida, escrita y producida por Mahmoud Sabbagh. Relata la historia de amor de una pareja saudí que debe afrontar una serie de dificultades por las estrictas políticas públicas que rigen en el país asiático.

## Sinopsis
Un chico de clase media conoce a una mujer de una familia adinerada y comienzan un romance. Barakah (Hisham Fageeh) es un buen funcionario que trabaja en Jeddah. Bibi (Fatima al-Banawi) es una influencer de Instagram. Sin embargo, compartir un momento juntos resulta un tremendo desafío debido a las estrictas políticas públicas de Arabia Saudita. Para florecer, su amor tendrá que enfrentarse a todos estos obstáculos que le imponen las leyes de su país.

## Reparto
- Hisham Fageeh - Barakah
- Fatima AlBanawi - Bibi
- Sami Hifny - Da'ash
- Khairia Nazmi - Daya Sa'adiya
- Turki Shaikh - Turki
- Abdulmajeed Al-Ruhaidi - Maqbool
- Marian Bilal - Sara

## Producción

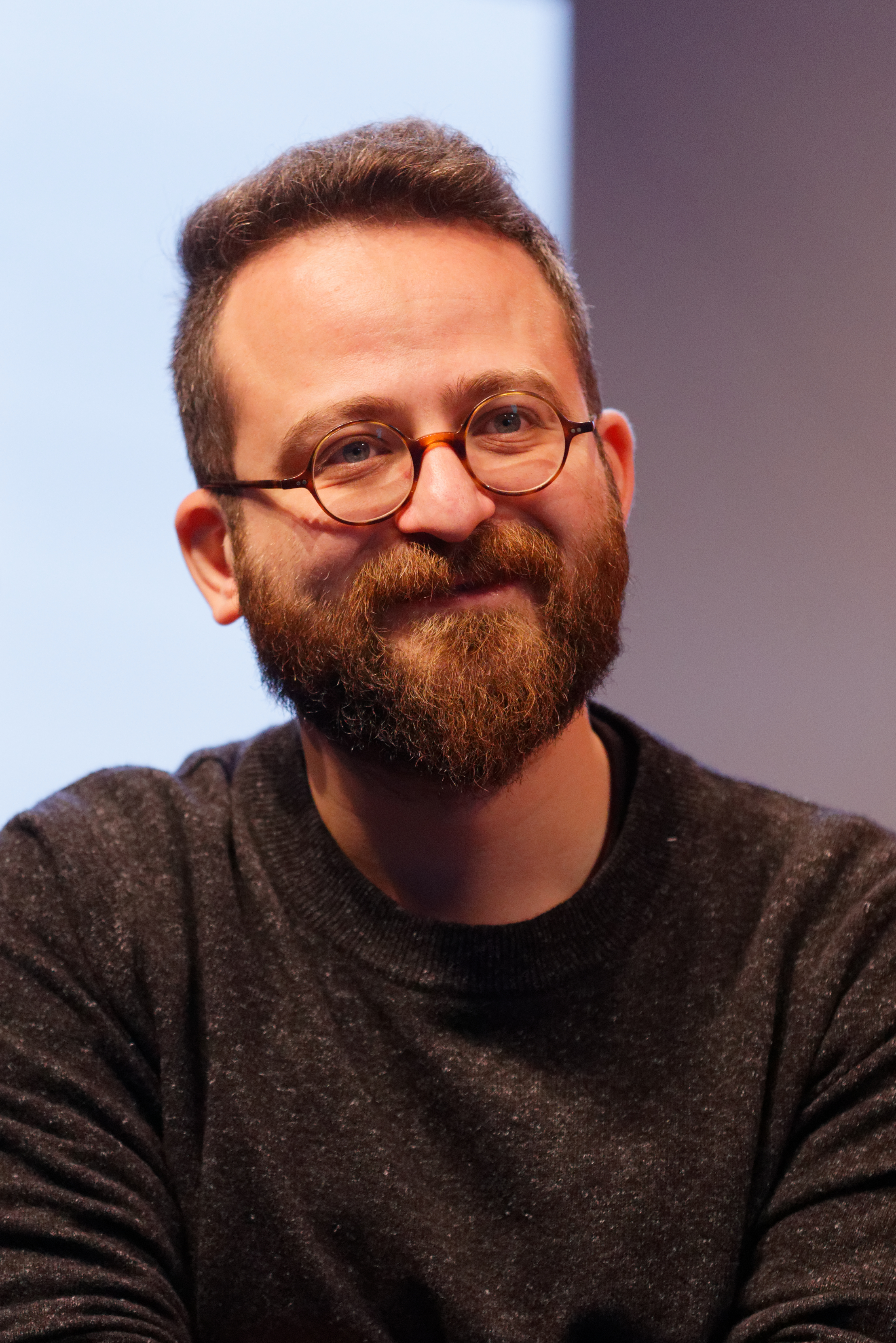
La cinta marca el debut como director de Mahmoud Sabbagh.

El rodaje inició el 25 de septiembre de 2015 y finalizó el 22 de octubre, siendo rodada en su totalidad en Jeddah, Arabia Saudita. Fue seleccionada para representar a su país en la edición n.º 89 de los Premios de la Academia en la categoría de mejor película de habla no inglesa (la segunda vez que Arabia Saudita presentó una película para participar en los Premios Óscar). Sin embargo, finalmente no fue nominada.

### Estreno
El filme fue exhibido en la edición n.º 66 del Festival Internacional de Cine de Berlín, convirtiéndose en la primera película saudí en estrenarse en este prestigioso evento. Ganó el Premio del Jurado Ecuménico en la Berlinale, siendo seleccionada para representar a la Berlinale durante el programa Berlinale Spotlight en la edición n.º 14 del Festival Internacional de Cine de Morelia en México, en octubre de 2016.
Se estrenó en Norteamérica en los teatros Elgin y Winter Garden el 16 de septiembre en la edición n.º 41 del Festival Internacional de Cine de Toronto, recibiendo una ovación de pie por parte de los espectadores. Cameron Baily, director artístico del festival, se refirió al filme de la siguiente manera: «En la película el romance tiene un peso real, a pesar de que su toque humorístico es tan ligero como el aire».
Vio su estreno en teatros en varios lugares del mundo, incluyendo Alemania, Suiza, Austria, Emiratos Árabes, Egipto y Túnez. Fue estrenada en Alemania a través de la productora Arsenal Films en 20 cines el 9 de marzo de 2017. Netflix obtuvo los derechos de distribución del filme y lo estrenó en su plataforma el 12 de octubre de 2017. Este hecho convirtió a Barakah Meets Barakah en la primera película saudí en debutar en esta plataforma.

## Recepción crítica
Barakah yoqabil Barakah se estrenó en el Berlinale con reseñas muy positivas.
Neil Young de The Hollywood Reporter se refirió a la cinta en su reseña para el Berlinale de la siguiente manera: «Es una película encantadora que oculta disimuladamente algunas críticas políticas agudas». David D'Arcy de Screen Daily afirmó: «En lugar de derribar barreras y lanzar bombas a los tabúes, la película elige un humor de moderación inteligente, algo raro en un largometraje debut».
Alexander Huls de RogerEbert.com, declaró: «La película ofrece gentileza, bondad y encanto. Nos brinda una experiencia auténtica sin sacrificar lo que nos atrae del género en primer lugar. Es a la vez encantadora y significativa. Esta película me recordó una lección que aprendo todos los años en el Festival Internacional de Cine de Toronto: hay hermosas maravillas cinematográficas que se pueden encontrar si te tomas el tiempo de aventurarte fuera del cine de Hollywood».
El crítico de The Guardian Jordan Hoffman le otorgó a la cinta tres estrellas sobre cinco posibles.